# 光音響分光
光音響分光（ひかりおんきょうぶんこう、英語：photoacoustic spectroscopy、PAS）とは、光音響効果を用いた分光法のことである。

## 原理

典型的なガス分析用の光音響分光器

光音響効果とは、光エネルギーを吸収した分子が熱を放出し、その熱による体積膨張により音響波（疎密波）を発生する現象のことである。
サンプルにモノクロメーターとチョッパーを介して、周期的に断続したパルス状の単色光を照射する。入射光の周波数が音響域の場合は、音響波が発生する。その音響波をマイクロフォン（圧電素子）などにより検出する。

## 使用例
光音響分光によって、無放射緩和過程について詳細に調べることができる。たとえば速い無放射緩和過程の割合（量子収率）が大きければ、それだけ信号も大きくなる。信号の遅れからデコンボリューション解析などを用いれば、無放射緩和速度を求めることもできる。
光音響分光では固体サンプルや懸濁液サンプルの光吸収スペクトルを得ることができる。光音響分光では、光散乱や反射は妨害とならないためである。